# منى عبد الغني
منى عبد الغني (ولدت 1384 هـ / 1964 م) مغنية وممثلة ومذيعة مصرية.

## سيرتها
وُلدت منى عبد الغني في القاهرة، يوم السبت 10 رجب 1384هـ الموافق 14 نوفمبر 1964م. تخرَّجت في «معهد الموسيقى العربية - أكاديمية الفنون»، ثم حصلت منه على شهادة (دكتوراه)، وتعمل فيه أستاذًا للإلقاء والتجويد (phonetics).
كانت بدايتها الفنية في أوائل الثمانينيات؛ بانضمامها مع المغنية المعتزلة حنان، والمغنِّي الراحل علاء عبد الخالق إلى الموسيقار عمار الشريعي، ليكوِّنوا فريقَ الأصدقاء الذي صدر عنه شريطا كاسيت. وسَرعان ما انفضَّ الفريق ليستقلَّ كل مطرب منهم بنفسه، ثم أصدرت شريط «أصحاب» الذي جعل شهرتها تفوق كل المطربين في ذلك الوقت.
وبعد وفاة شقيقها قرَّرت اعتزال الفن حزنًا عليه، وارتداء الحجاب.

### حياتها الأسرية
في عام 1985 تزوَّجها الموسيقي «أحمد شريف سلامة» ابن أسرة سلامة الفنية، ولهما ابن وابنة هما «ريم» و«كريم». وانفصلت عن زوجها عام 2002، لتتزوَّج رجلَ الأعمال «محمد قورة» عام 2006، ثم انفصلت عنه أيضًا عام 2017.

## أعمالها

### الأعمال الغنائية
| الألبوم     | سنة العرض |
| ----------- | --------- |
| أصحاب       | 1989      |
| سهرانين     | 1990      |
| بتعود       | 1993      |
| أسباب       | 1993      |
| بحبك و بحلم | 1996      |
| جريئة       |           |

وشاركت في الأوبريت الإسلامي «وعليك يا حبيب السلام».

### أعمالها التمثيلية

#### الأفلام
| اسم الفيلم                | سنة العرض | الدور                          | مشاركة                                                 | الإخراج         |
| ------------------------- | --------- | ------------------------------ | ------------------------------------------------------ | --------------- |
| طريق الحب                 |           |                                |                                                        |                 |
| صاحب الصورة               | 1987      | سميحة                          | أحمد مظهر - هدى سلطان - محسن محي الدين                 | إبراهيم الصحن   |
| للأباء فقط                | 1989      |                                | محمد ثروت - حسين الشربيني - نجاح الموجي                | ناجي رياض       |
| المعلمة سماح              | 1989      | سعاد كمال                      | عزت العلايلي                                           | محمد عبد العزيز |
| الحب الحقيقي              | 1990      | منى                            | محمد الحلو - إحسان القلعاوي - سامي العدل - شوقي شامخ   | ناصر حسين       |
| نص دستة مجانين            | 1991      | إلهام                          | سيد زيان                                               | حسن الصيفي      |
| بنات في ورطة              | 1992      | زيزي                           | صلاح السعدني - جالا فهمي - بثينة رشوان - إبراهيم يسري  | أحمد السبعاوي   |
| الباشا                    | 1993      | سارة                           | أحمد زكي - محمود حميدة                                 | طارق العريان    |
| الكلام في الممنوع         | 2000      | دكتورة/ هاجر سامي سعيد ميخائيل | نور الشريف - ماجد المصري                               | عمر عبد العزيز  |
| أحلام وسليمان (فيلم قصير) | 2009      |                                | عبد الرحمن أبو زهرة                                    | محمد عوض        |
| سري للغاية                | 2021      |                                | أحمد السقا - أشرف زكي - روجينا - أحمد رزق - أمير كرارة | محمد سامي       |

#### المسلسلات
| المسلسل                                 | سنة العرض | الدور                          | مشاركة                                                                        |
| --------------------------------------- | --------- | ------------------------------ | ----------------------------------------------------------------------------- |
| عباد الرحمن                             |           |                                |                                                                               |
| حكايات شهر العسل (سهرة درامية)          |           |                                |                                                                               |
| حب وطب (الحب هذا العملاق) (سهرة درامية) |           |                                |                                                                               |
| بعيداً عن الحب (سهرة درامية)             |           | كاميليا                        | أحمد عبد العزيز - أحمد خليل - علا رامي                                        |
| الأبناء                                 | 1985      |                                | خالد زكي - ماجدة زكي - سيد عبد الكريم                                         |
| فرفشة جـ2                               | 1987      |                                | أحمد بدير                                                                     |
| علاء وصفاء والأصدقاء                    | 1987      |                                | عبد المنعم مدبولي - ليلى طاهر                                                 |
| برج الأكابر                             | 1987      | نجلاء حسن الأوزاعي             | حسن عابدين - ليلى طاهر - تيسير فهمي                                           |
| آسف .. لا يوجد حل آخر                   | 1987      | أُلفَت                           | عمرو دياب - صلاح السعدني - ايمان الطوخي                                       |
| وجيدة وسامح                             | 1988      | وجيدة                          | محمد الحلو                                                                    |
| لؤلؤ وأصداف                             | 1989      | أحلام                          | مدحت صالح - وحيد سيف - أسامة عباس - حسين الامام                               |
| رجال في المصيدة                         | 1989      |                                | فاروق الفيشاوي - هالة فؤاد - أحمد بدير                                        |
| ألف ليلة وليلة                          | 1990      | جوهرة                          | رغدة - مدحت صالح                                                              |
| عروس البحر                              | 1993      | ثريا                           | أحمد عبد العزيز - روجينا                                                      |
| الحب نصيب ... الجواز قسمة (سهرة درامية) | 1995      | نهى                            |                                                                               |
| هارون الرشيد                            | 1997      | زينب                           | نور الشريف - عبلة كامل - محمود الجندي                                         |
| بحار الغربة                             | 1997      | عفاف نصحي                      | فاروق الفيشاوي - نرمين الفقي - عماد رشاد - محمد رياض                          |
| الوزير الشاعر                           | 1998      |                                | أحمد عبد العزيز                                                               |
| النهر                                   | 1998      | صفاء                           | محمد رياض - كمال أبو رية                                                      |
| أوقات خادعة                             | 1999      | حميدة                          | أحمد عبد العزيز - حسن حسني - ليلى طاهر - عبد الرحمن أبوزهرة - عبير صبري       |
| كل هذا الحب (سهرة درامية)               | 2000      |                                | محمد رياض - عصام شاهين                                                        |
| ابن ماجة ... القزويني                   | 2000      | السهى بنت العلاء               | حسن يوسف                                                                      |
| المرأة في الإسلام                       | 2003      |                                |                                                                               |
| عيش أيامك                               | 2004      | سميرة                          | نور الشريف - عبلة كامل - إيمان أيوب                                           |
| بنت من شبرا                             | 2004      | زينب                           | ليلى علوي - طارق لطفي - عزت أبو عوف - ريهام عبد الغفور                        |
| الإمام النسائي                          | 2004      | وحشية (فاطمة)                  | حسن يوسف - أشرف عبد الغفور - مديحة حمدي                                       |
| أنا و هؤلاء                             | 2005      | عزيزة                          | محمد صبحي - داليا مصطفى - جميل راتب - مها أبو عوف                             |
| الإمام محمد عبده                        | 2005      | غالية زوجة (محمد عبده)         | أحمد عبد العزيز                                                               |
| قلب الدنيا                              | 2006      |                                |                                                                               |
| على باب مصر                             | 2006      | فاطمة بنت المستعصم             | رغدة                                                                          |
| الحب بعد المداولة                       | 2006      |                                |                                                                               |
| الإمام الشافعي                          | 2007      | السيدة/ نفيسة بنت الحسن        |                                                                               |
| متخافوش                                 | 2009      | أحلام                          |                                                                               |
| ميني سات (فوازير)                       | 2011      |                                |                                                                               |
| قصص الحيوان في القرآن                   | 2011      | هدهدة                          | أحمد عزمي                                                                     |
| بنات شقية                               | 2011      |                                |                                                                               |
| الكاميليا والرمان                       | 2011      |                                |                                                                               |
| الزوجة الرابعة                          | 2012      | بشخصها (مذيعة)                 | مصطفى شعبان - علا غانم - هبة مجدي - أيتن عامر                                 |
| الحساب يجمع                             | 2017      | مريم الموجي                    | يسرا - إيمان العاصي - مراد مكرم                                               |
| فوق السحاب                              | 2018      | وفاء                           | هاني سلامة - عفاف شعيب - ميرنا نور الدين                                      |
| زلزال                                   | 2019      | الحاجة/ لمياء زوجة (خليل كتخة) | محمد رمضان - ماجد المصري - هنادي مهنا - حلا شيحة                              |
| أفراح إبليس                             | 2019      | زينب                           | جمال سليمان - صابرين                                                          |
| حزام ناشف                               | 2021      |                                | محمد هنيدي                                                                    |
| على بعد مسافة من الحب                   | 2022      | أم نورا                        |                                                                               |
| الإختيار 3                              | 2022      | إنتصار السيسي                  | ياسر جلال - أحمد السقا - صبري فواز - أحمد عز - خالد الصاوي - عبد العزيز مخيون |

#### المسرحيات
| اسم المسرحية      | سنة العرض | الدور | مشاركة                                    |
| ----------------- | --------- | ----- | ----------------------------------------- |
| الحصان الطائر     |           |       | عزة بلبع                                  |
| عايز اتجوزك       | 1987      | ليلى  | محمد هنيدي                                |
| عباس في الباي باي | 1990      |       |                                           |
| ألا بندا          | 1998      | منى   | شريف منير - محمد هنيدي - دينا - ماجدة زكي |

## في الإعلام
تقدِّم الفنانة منى برنامج (الستات ما يعرفوش يكدبوا) مع الإعلاميتين مفيدة شيحة وسهير جودة ومها الصغير.

## تكريمها
- 2021:  الأردن - تكريم من مهرجان الأردن للإعلام بدورته الرابعة.[3]

## وصلات خارجية
- منى عبد الغني على موقع IMDb (الإنجليزية)
- منى عبد الغني على موقع روتن توميتوز (الإنجليزية)
- منى عبد الغني على موقع الدهليز
- منى عبد الغني على موقع قاعدة بيانات الأفلام العربية
- منى عبد الغني على موقع قاعدة بيانات الفيلم (الإنجليزية)